# Clubiona tenera
Clubiona tenera este o specie de păianjeni din genul Clubiona, familia Clubionidae. A fost descrisă pentru prima dată de Thorell, 1890. Conform Catalogue of Life specia Clubiona tenera nu are subspecii cunoscute.